# 德克七世
德克七世（荷蘭語：Dirk VII van Holland），荷蘭伯爵，弗洛里斯三世的長子，1190年至1203年在位。
1186年，德克七世與克萊沃的阿德萊德結婚，兩人有一個女兒艾達。